# إريس زيمارمان
إريس زيمارمان (بالإنجليزية: Iris Zimmermann) هي مبارزة بالسيف أمريكية، ولدت في 6 يناير 1981 في روتشستر في الولايات المتحدة.

## وصلات خارجية
- إريس زيمارمان على موقع الاتحاد الدولي للمبارزة (الإنجليزية)
- إريس زيمارمان على موقع أوليمبيديا (الإنجليزية)